# Il bagno del cavallo rosso
Il bagno del cavallo rosso (Купание красного коня), noto anche come Cavallo rosso che nuota o Balneazione del cavallo rosso, è un dipinto a olio su tela realizzato nel 1912 dal pittore russo Kuz'ma Petrov-Vodkin e conservato alla Galleria Tret'jakov di Mosca.

## Descrizione
Sulla tela domina la figura del cavallo rosso, che occupa interamente il primo piano ed è talmente grande che le sue orecchie superano il margine superiore del dipinto. A rendere ancora più evidente il cavallo è il colore rosso accesso del suo mantello, in netto contrasto con il blue delle acque che lo circondano. Il cavallo è cavalcato da un giovane fantino completamente nudo, così come gli altri due uomini sullo sfondo con i rispettivi cavalli. La tela mette in evidenza le teorie di Petrov-Vodkin sulla prospettiva curvilinea, come evidenziato dalla forma del bacino d'acque e, in generale, dalla linea semicircolare in cui si collocano i tre cavalli.

## Analisi
Il dipinto fu realizzato in un periodo di grande interesse e restauri di icone russe. Diversi critici hanno sottolineato l'influenza che le icone ebbero sull'opera: secondo alcuni, infatti, il cavallo era originariamente di un altro colore, ma l'autore lo modificò dopo aver visto icone rappresentati Boris e Gleb o l'icona del XVII secolo Il miracolo dell'arcangelo Michele, in cui l'angelo cavalca un cavallo di un rosso acceso. Il dipinto, inoltre, è fortemente influenzato dallo stile di Pierre Puvis de Chavannes ed Henri Matisse, entrambi molto amati da Petrov-Vodkin.

## Storia
Petrov-Vodkin realizzò l'opera nel 1912 mentre si trovava a Chvalynsk e alcuni critici ipotizzano che sia stata dipinta a Oblast' di Volgograd. Da i molti studi realizzati dal pittore prima dell'opera definitiva si può vedere che nelle sue prime incarnazioni il quadro avrebbe dovuto essere più realista e meno simbolista. Il cavallo ritratto, Maltchik, era di proprietà di un vicino del pittore, mentre per il giovane che lo monta il modello fu Sergej Ivanovič Kalm'ikov, allievo dell'artista.  Kalm'ikov realizzò un dipinto sullo stesso soggetto l'anno prima e probabilmente ispirò anche il maestro, anche se il tema del bagno dei cavalli è in realità ampiamente diffuso nella pittura russa.
Il quadro fu esposto per la prima volta nel 1912 in una mostra del Mir iskusstva, ottenendo il plauso della critica. Due anni più tardi l'opera fu presentata a Malmö, dove valse al suo autore una medaglia. Lo scoppio della prima guerra mondiale, della rivoluzione russa e della guerra civile impedirono il ritorno del dipinto in patria per molti anni e soltanto nel 1950 fu restituito alla famiglia del pittore. Nel 1961 fu donato alla Galleria Tret'jakov.

## Galleria d'immagini

### Icone russe

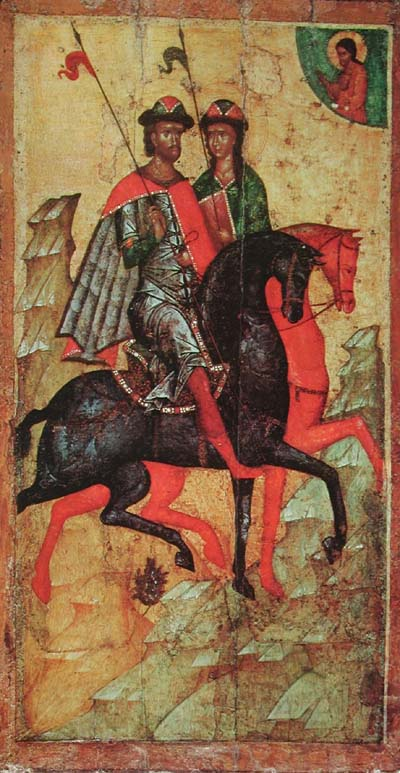
Boris e Gleb, XIV secolo
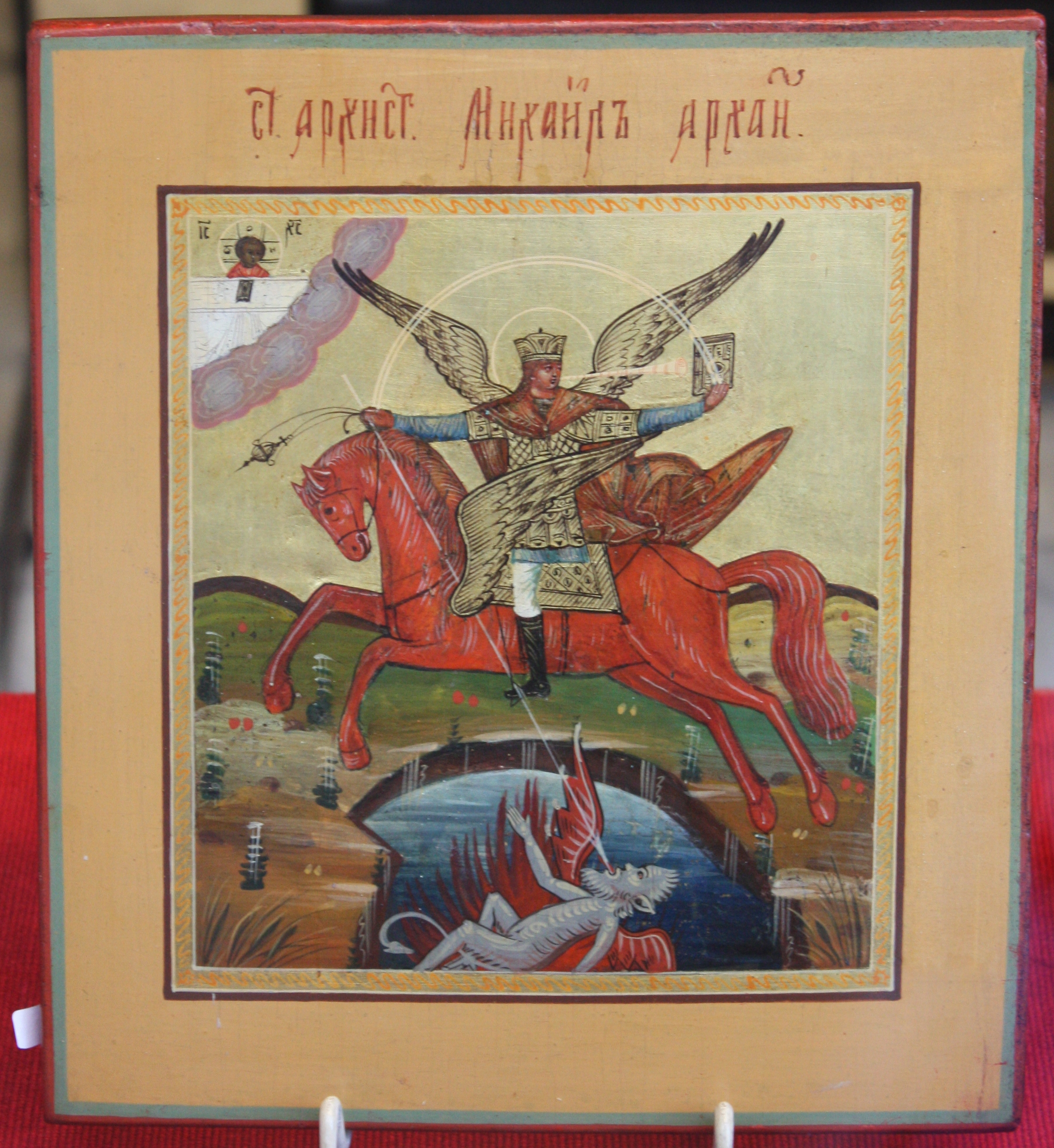
Il miracolo dell'archangelo Michele, XVII secolo

### Disegni preparatori

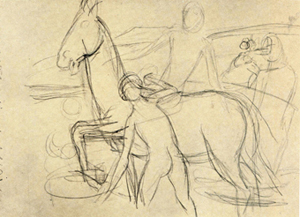
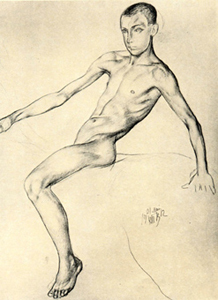
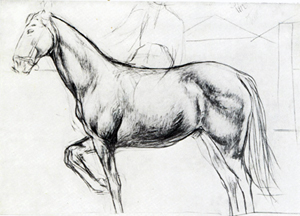
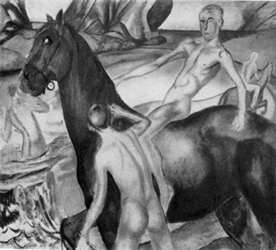
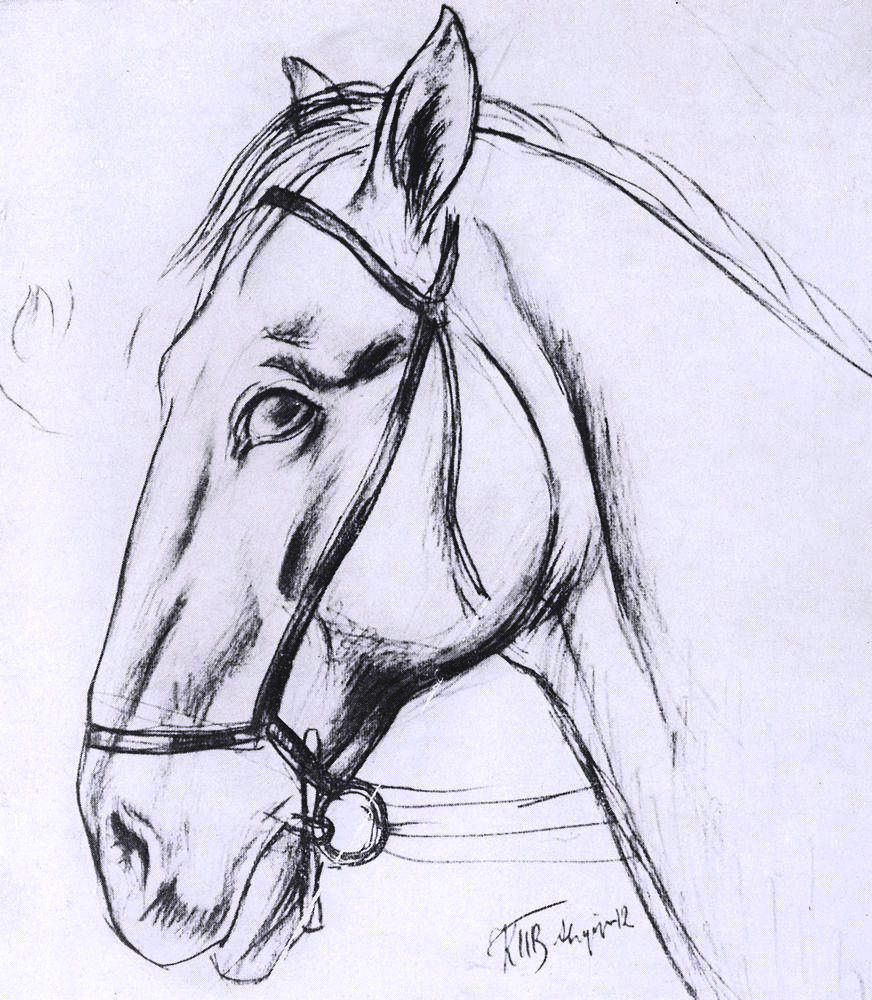